# 哈西 (埃利贊省)
35°46′14″N 1°03′13″E / 35.77056°N 1.05361°E

哈西（阿拉伯语：‎）是阿爾及利亞的城鎮，位於該國西北部埃利贊省，由阿米穆薩區負責管轄，面積127平方公里，2008年人口2,912，人口密度每平方公里23人。